# Renneval
Renneval is een gemeente in het Franse departement Aisne (regio Hauts-de-France) en telt 133 inwoners (1999). De plaats maakte deel uit van het arrondissement Laon, maar werd op 1 januari 2017 overgeheveld naar het arrondissement Vervins.

## Historie

### De Heren van Renneval
De stamboom van het illustere ‘Huis van Rayneval (Renneval)’  gaat terug tot in de 13e eeuw, naar Nicolas de Renneval.
Raoul, een ridder en ‘sire de Renneval’, heeft zichzelf verdienstelijk gemaakt bij Franse koningen, zowel Karel V als Karel VI. In april 1360 streed hij mee in Parijs tijdens het beleg van de Franse hoofdstad door de koning van Engeland.
Vaak ook vergezelde hij de Franse koning als die op reis ging. Hij was een van de twaalf ridders die waren aangesteld om het land te besturen tijdens de dementie van Karel VI.
Raoul van Renneval is drie keer getrouwd geweest, en alle drie de keren kwam zijn vrouw uit een van de aanzienlijkste families van Noord Frankrijk.
Zijn wapen zag er zo uit: ‘Een kruis, behangen met vijf schelpen, een gekroonde helm met daarboven de kop van een vliegende draak.'
Bron: ‘Le canton de Rozoy-sur-Serre’ par I.P. Mien (1865)

### Renneval en Nederland
In 1698 werden de Franse protestantse vluchtelingen in staat gesteld om naar Frankrijk terug te keren. Ze kregen hun bezittingen terug. Voorwaarde was wel dat ze katholiek zouden worden en dat ze hun vrouwen en kinderen mee zouden nemen.
Jean-Charles de Renneval maakte hier gebruik van. Hij zwoer het protestantisme af en omarmde de katholieke godsdienst van zijn voorouders. Ooit was hij standaarddrager geweest van de Koninklijke lijfwacht. Echter de verwondingen die hij had opgelopen stelden hem niet meer in staat dit beroep uit te oefenen. Hij trok zich terug in het Château van Renneval waar hij zonder vaste relatie verder leefde.
In 1708 verliet hij opnieuw Frankrijk en weer had dat te maken met zijn protestant zijn. Zijn bezittingen werden verbeurd verklaard volgens de wet van 28 juli 1709. Hij stierf in Voorburg, niet ver van Den Haag.
Zijn broer François, graaf van Renneval, had dienst genomen in het leger van de Hollandse Republiek. Hij voerde het bevel over legertroepen in de kolonie Suriname. 
Op 26 mei 1702 trouwde hij met Anne de Glimmer, telg uit een oude, Amsterdamse patriciërsfamilie. 
Bron: ‘Le canton de Rozoy-sur-Serre’ par I.P. Mien (1865)

### Het château
Het château heeft zijn oude bakstenen voorgevel behouden.

## Geografie
De oppervlakte van Renneval bedraagt 6,8 km², de bevolkingsdichtheid is 19,6 inwoners per km².
De onderstaande kaart toont de ligging van Renneval met de belangrijkste infrastructuur en aangrenzende gemeenten.

## Demografie
Onderstaande figuur toont het verloop van het inwonertal (bron: INSEE-tellingen).
Vanwege een beveiligingsprobleem met de MediaWiki Graph-software is het momenteel niet mogelijk deze grafiek weer te geven. Zodra de software is bijgewerkt zal de grafiek vanzelf weer zichtbaar worden.